# 千倉書房
株式会社千倉書房（ちくらしょぼう、英: Chikura Shobo Co., Ltd.）は、人文・社会科学系書籍を刊行する日本の出版社。出版者記号は8051。
1929（昭和4）年4月3日、日本評論社の専務（支配人）で、雑誌「經濟往來」（後の「日本評論」）編集長を務めた千倉豊が独立し、創業する。
世界恐慌による大不況下であったが、同年9月に刊行された、時の蔵相・井上準之助の著作『国民経済の立直しと金解禁』が37万部（初版5万部、最終125刷）のベストセラーとなって社業を軌道に乗せる。
以降も「商業大学開放」をスローガンに、商業全集41巻、経営学大系30巻、工業経営全書20巻、会計学大系36巻、商業経済学大系38巻、日本経済政策大系12巻、千倉常識講座32巻といった大型企画を成功させ、商学・経営学・会計学・財政学などの分野に地歩を築く。
「商業大学開放」とは、当時の三商大（東京商科大学［現在の一橋大］、神戸商業大学［現在の神戸大］、大阪商科大学［後の大阪市立大、現在の大阪公立大］）における商学・経営学研究の成果を、書籍化によって広くビジネス社会に還元（開放）し、日本経済の活性化に寄与させたいとする創業者の理念を表す言葉であった。
現在は経営学・商学にとどまらず、歴史、近現代を中心とする日本政治・外交史、比較政治、防衛・安全保障、経済・財政・金融、国際関係論、地域研究といった人文・社会科学の学術書を中心に一般向けの教養書、さらには大人のための絵本などの分野でも積極的な出版活動を行っている。
2023年に、第19回出版梓会新聞社学芸文化賞を授与された。

## 出版分野
商業、経営、会計、経済、マーケティング、組織論、政治外交史、近現代史、国際関係論、地域研究、政治思想、比較政治、絵本ほか

## 沿革・事績

### 千倉豊社長時代（1929～1953年）
- 1929年　東京府京橋區南傳馬町三丁目5（戦後、東京都中央区京橋三丁目１と表示変更）の第一相互館（1921年竣工）3階で創業する。
- 1929年　高田保馬『價格と獨占』、美濃部達吉『行政裁判所法』（ともに3月25日発行）を皮切りに、勝正憲『税の話』（発行日未詳）、小泉信三『マルクシズムとボルシェヰズム』（6月1日発行）、高橋亀吉『實用經濟学』（発行日未詳）、井上準之助『国民経済の立直しと金解禁』（9月5日発行）、河合榮治郎『英國労働黨のイデオロギー』（9月10日発行）、平林初之輔『文學理論の諸問題』（9月22日発行）、清澤洌『轉換期の日本』（発行日未詳）、白柳秀湖『日本經濟革命史』（11月10日発行）など25作品を刊行する。
- 1932年　日米両国で「必戦論」が高まり、多くの日米架空戦記が刊行されるなか、清沢洌『アメリカは日本と戦はず』を刊行する。
- 1933年　中野正剛の慫慂を受け、2月より千倉豊「九州日報」の社長を兼務（～1935年4月）。
- 1935年　白柳秀湖『民族日本歴史』シリーズ（建国編・王朝編・封建編・戦国編・近世編）がベストセラーとなる。
- 1936年　2月6日、白柳秀湖『民族日本歴史』の完結を記念して東京會舘で出版祝賀会を開催する。発起人には伊藤正徳、林房雄、穂積重遠、徳富蘇峰、小汀利得、尾佐竹猛、上司小剣、高橋亀吉、永井柳太郎、中野正剛、柳田泉、山本実彦、山川均、松本烝治、牧野英一、正宗白鳥、小泉策太郎、小泉信三、安部磯雄、荒畑寒村、佐々弘雄、清沢洌、木村毅、三宅雪嶺、嶋中雄作らが名を連ねた。
- 1936年　2月26日に陸軍将校らの主導で発生したクーデター未遂（2.26事件）で暗殺された高橋是清蔵相の『高橋是清自傳』（2月9日発行）および『随想録』（3月31日発行）（ともに上塚司編）がベストセラーとなる。
- 1936年　翌年6月に第一次内閣の組閣を控えた近衛文麿の論集『清談録』（8月8日発行、伊藤武編）を刊行。論文「英米本位の平和主義を排す」などを収録する。

### 千倉悦子社長時代（1953～1988年）
- 1953年　第二代社長に千倉悦子（豊夫人）就任。
- 1953年　6月刊行の創刊号（Vol.1 No.1）より、一橋大学産業経営研究所（現一橋大学イノベーション研究センター）の機関誌『ビジネスレビュー』の公刊を開始する（1983年のVol.31 No.1より『Business review』に誌名変更）。
- 1954年　創業者の業績をまとめた追悼文集『遺容』（私家版）を製作。
- 1960年　山東茂一郎著『販売政策の基本問題』が第10回日本商業学会賞を受賞。
- 1961年　荒川祐吉著『現代配給理論』が第11回日本商業学会賞を受賞。
- 1964年　荒川祐吉著『小売商業構造論』が第14回日本商業学会賞を受賞。
- 1969年　風呂勉著『マーケティング・チャネル行動論』が第19回日本商業学会賞を受賞。
- 1969年　第一相互館の建て替えに伴い、東京都中央区京橋二丁目４（京橋第一生命ビルディング３階、1996年に５階へ）に移転。
- 1970年　斉藤昭雄著『フランス会計理論――フランス純粋会計論の研究』が日本会計研究学会太田賞受賞。
- 1970年　竹林祐吉著『ボランタリー・チェーンの研究』が第20回日本商業学会賞を受賞。
- 1970年　山東茂一郎著『有標品と販売政策』が第20回日本商業学会賞を受賞。
- 1970年　創業者千倉豊が出版平和堂（西面2-62）に合祀される。
- 1972年　田村正紀著『マーケティング行動体系論』が第22回日本商業学会賞を受賞。
- 1973年　8月刊行の第42集より、日本経営学会の年報『經營學論集』の公刊を継承する。
- 1974年　野中郁次郎著『組織と市場』が第17回日経・経済図書文化賞を受賞。
- 1975年　水島一也責任監修「保険学シリーズ」刊行開始（～2005年、全20巻完結）。
- 1976年　12月、社団法人出版梓会に加盟。
- 1982年　田村正紀著『大型店問題――大型店紛争と中小小売商業近代化』が第32回日本商業学会賞（優秀賞）を受賞。
- 1983年　石原武政著『マーケティング競争の構造』が第33回日本商業学会賞（優秀賞）を受賞。
- 1984年　石井淳蔵著『流通におけるパワーと対立』が第34回日本商業学会賞（優秀賞）を受賞。
- 1986年　田村正紀著『日本型流通システム』が第29回日経・経済図書文化賞を受賞。
- 1987年　田村前掲『日本型流通システム』が第36回日本商業学会賞（優秀賞）を受賞。

### 千倉孝社長時代（1988～2004年）
- 1988年　第三代社長に千倉孝（豊長男）就任。有限会社から株式会社に改組する。
- 1988年　白石善章著『流通構造と小売行動』が第38回日本商業学会賞（奨励賞）を受賞。
- 1989年　桑原秀史著『小売市場の経済分析』が第39回日本商業学会賞（優秀賞）を受賞。
- 1989年　戸田博之著『収支的簿記体系の研究――古典的カメラール簿記の発展史的考察』が第5回日本会計史学会賞を受賞。
- 1989年　創業60周年を記念し『千倉書房総目録（昭和4～63年）』を制作する。
- 1991年　桜井久勝著『会計利益情報の有用性』が第34回日経・経済図書文化賞、日本会計研究学会太田・黒澤賞を受賞。
- 1992年　池尾恭一著『消費者購買行動とマーケティング戦略』が第42回日本商業学会賞（優秀賞）を受賞。
- 1992年　後藤一郎著『アメリカ卸売商業の展開』が第42回日本商業学会賞（奨励賞）を受賞。
- 1993年　黄リン著『流通空間構造の動態分析』が第43回日本商業学会賞（奨励賞）を受賞。
- 1995年　高嶋克義著『マーケティングチャネル組織論』が第45回日本商業学会賞（優秀賞）を受賞。
- 1995年　向山雅夫著『ピュア・グローバルへの着地――もの作りの深化プロセス探求』が第45回日本商業学会賞（奨励賞）を受賞。
- 1997年　4月刊行の創刊号（第1巻）より、日本経営学会の機関誌『日本経営学会誌』の公刊を開始する。
- 1999年　南知恵子著『ギフトマーケティング――儀礼的消費における象徴と互酬性』が第49回日本商業学会賞（奨励賞）を受賞。
- 2000年　山本昭二著『サービスクオリティ』が第50回日本商業学会賞（優秀賞）を受賞。
- 2000年　高橋郁夫著『消費者購買行動――小売マーケティングへの写像』が第50回日本商業学会賞（奨励賞）を受賞。
- 2000年　谷地弘安著『中国市場参入――新興市場における生販並行展開』が第50回日本商業学会賞（奨励賞）を受賞。
- 2000年　3月刊行のVol.47 No.4をもって、一橋大学イノベーション研究センターの機関誌『Business review』の公刊を終了する。
- 2001年　小川進著『イノベーションの発生論理』が第51回日本商業学会賞（奨励賞）と第17回組織学会賞（高宮賞）を受賞。
- 2002年　宮下國生著『日本物流業のグローバル競争』が第45回日経・経済図書文化賞を受賞。
- 2002年　上林憲雄著『異文化の情報技術システム――技術の組織的利用パターンに関する日英比較』が第1回日本労務学会賞（学術賞）を受賞。

### 千倉成示社長時代（2004年～）
- 2004年　第四代社長に千倉成示（孝長男）就任。
- 2004年　黄リン著『新興市場戦略論――グローバル・ネットワークとマーケティング・イノベーション』が第54回日本商業学会賞（優秀賞）を受賞。
- 2005年　清水聰著『消費者視点の小売戦略』が第55回日本商業学会賞（奨励賞）を受賞。
- 2006年　新倉貴士著『消費者の認知世界――ブランドマーケティング・パースペクティブ』が第56回日本商業学会賞（奨励賞）を受賞。
- 2007年　加藤司著『日本的流通システムの動態』が第57回日本商業学会賞（奨励賞）を受賞。
- 2009年　五百旗頭眞著『歴史としての現代日本』が第7回毎日書評賞を受賞。
- 2009年　創業80周年を記念し、新シリーズ「叢書 21世紀の国際環境と日本」の刊行を開始。創刊第一弾は水本義彦著『同盟の相剋――戦後インドシナ紛争をめぐる英米関係』。
- 2010年　西村順二著『卸売流通動態論――中間流通における仕入と販売の取引連動性』が第60回日本商業学会賞（奨励賞）を受賞。
- 2011年　小林道彦・中西寛編著『歴史の桎梏を越えて――20世紀日中関係への新視点』が第27回大平正芳記念賞特別賞を受賞。
- 2011年　福島安紀子著『人間の安全保障――グローバル化する多様な脅威と政策フレームワーク』が第9回日本NPO学会賞（優秀賞）を受賞。
- 2011年　峰尾美也子著『小売構造変化――大型化とその要因』が第61回日本商業学会賞（奨励賞）を受賞。
- 2011年　森田雅也著『チーム作業法式の展開』が第10回日本労務学会賞（学術賞）を受賞。
- 2012年　待鳥聡史著『首相政治の制度分析――現代日本政治の権力基盤形成』（「叢書 21世紀の国際環境と日本」03）が第34回サントリー学芸賞（政治・経済部門）を受賞。
- 2013年　寺本高著『小売視点のブランド・コミュニケーション』が第63回日本商業学会賞（奨励賞）を受賞。
- 2013年　姚俊著『グローバル化時代におけるリスク会計の探求』が第8回国際会計研究学会学会賞を受賞。
- 2014年　阿部周造著『消費者行動研究と方法』が第64回日本商業学会賞（優秀賞）を受賞。
- 2015年　アジア・太平洋戦争終結70周年を期に近衛文麿著『清談録』の新版を刊行する（解題は筒井清忠）。
- 2015年　樺山紘一著『歴史の歴史』が第69回毎日出版文化賞（人文・社会部門）を受賞。
- 2015年　結城祥著『マーケティング・チャネル管理と組織成果』が第65回日本商業学会賞（奨励賞）を受賞。
- 2015年　平野龍二著『日清・日露戦争における政策と戦略――「海洋限定戦争」と陸海軍の協同』が第1回日本防衛学会猪木正道賞（奨励賞）を受賞。
- 2016年　白鳥潤一郎著『「経済大国」日本の外交――エネルギー資源外交の形成 1967～1974年』（「叢書 21世紀の国際環境と日本」05）が第38回サントリー学芸賞（政治・経済部門）、2015年度国際安全保障学会最優秀出版奨励賞（佐伯喜一賞）を受賞。
- 2016年　斉藤嘉一著『ネットワークと消費者行動』が第66回日本商業学会賞（奨励賞）を受賞。
- 2017年　砂原庸介著『分裂と統合の日本政治――統治機構改革と政党システムの変容』が第17回大佛次郎論壇賞を受賞。
- 2018年　金恩貞著『日韓国交正常化交渉の政治史』が第30回アジア・太平洋賞特別賞を受賞。
- 2018年　梅本哲也著『米中戦略関係』が第4回日本防衛学会猪木正道賞（正賞）を受賞。
- 2018年　片野浩一・石田実共著『コミュニティ・ジェネレーション――「初音ミク」とユーザー生成コンテンツがつなぐネットワーク』が第34回電気通信普及財団賞（テレコム社会科学賞）を受賞。
- 2019年　創業90周年記念企画として、田村正紀『流通モード進化論』、苅部直『基点としての戦後』、戸部良一『戦争のなかの日本』を刊行。
- 2019年　高橋和宏著『ドル防衛と日米関係――高度成長期日本の経済外交 1959～1969年』（「叢書 21世紀の国際環境と日本」07）が第31回アジア・太平洋賞特別賞を受賞。
- 2019年　金前掲『日韓国交正常化交渉の政治史』が、2018年度現代韓国朝鮮学会賞（小此木賞）を受賞。
- 2019年　3月刊行の第42巻をもって、日本経営学会の機関誌『日本経営学会誌』の公刊を終了する。
- 2019年　9月刊行の第89集をもって、日本経営学会の年報『經營學論集』の公刊を終了する。
- 2020年　近藤公彦・中見真也共編著『オムニチャネルと顧客戦略の現在』が日本マーケティング学会の学会賞にあたる「日本マーケティング本大賞2020」大賞を受賞。
- 2020年　石井裕明著『消費者行動における感覚と評価メカニズム――購買意志決定を促す「何となく」の研究』が「日本マーケティング本大賞2020」準大賞、2020年度日本広告学会賞（学術著書部門）を受賞。
- 2021年　福島康仁著『宇宙と安全保障――軍事利用の潮流とガバナンスの模索』が2021年度日本公共政策学会奨励賞、2021年度国際安全保障学会最優秀出版奨励賞（佐伯喜一賞）を受賞。
- 2021年　千々和泰明著『安全保障と防衛力の戦後史 1971～2010――「基盤的防衛力構想」の時代』が第7回日本防衛学会猪木正道賞（正賞）を受賞。
- 2021年　大平修司著『消費者と社会的課題――ソーシャル・コンシューマーとしての社会的責任』が2021年度日本商品学会賞を受賞。
- 2021年　藤村和宏著『便益遅延型サービスのマーケティングの方向性を探る――教育サービスと医療サービスの比較を通じて』が第71回日本商業学会賞（優秀賞）を受賞。
- 2021年　石井前掲『消費者行動における感覚と評価メカニズム』が第71回日本商業学会賞（奨励賞）を受賞。
- 2021年　菊盛真衣著『eクチコミと消費者行動――情報取得・製品評価プロセスにおけるeクチコミの多様な影響』が第71回日本商業学会賞（奨励賞）を受賞。
- 2021年　劉慶紅著『利他と責任――稲盛和夫経営倫理思想研究』が第29回日本経営倫理学会賞（水谷雅一賞）を受賞。
- 2022年　京橋第一生命ビルディングの建て替えに伴い、東京都中央区京橋三丁目7の相互館110タワー（2012年竣工）9階に移転。
- 2022年　ケネス・盛・マッケルウェイン著『日本国憲法の普遍と特異――その軌跡と定量的考察』が第34回アジア・太平洋賞特別賞を受賞。
- 2022年　本條晴一郎著『消費者によるイノベーション――分野外情報の有効性』が第72回日本商業学会賞（奨励賞）を受賞。
- 2022年　中西善信著『公共調達の組織論――正統性とアカウンタビリティの罠』が第20回経営行動学学会優秀研究賞（著書部門）を受賞。
- 2023年　湯川勇人著『外務省と日本外交の1930年代――東アジア新秩序構想の模索と挫折』が第39回大平正芳記念賞を受賞。
- 2023年　牛軍著・真水康樹訳『中国外交政策決定研究』、島田裕巳著『日本の宗教と政治』、湯川前掲『外務省と日本外交の1930年代』、土屋大洋・川口貴久共編著『ハックされる民主主義――デジタル社会の選挙干渉リスク』、マッケルウェイン前掲『日本国憲法の普遍と特異』などを中心とした2022年度の出版活動に対し、第19回出版梓会新聞社学芸文化賞を授与される。
- 2023年　東島雅昌著『民主主義を装う権威主義――世界化する選挙独裁とその論理』（「叢書 21世紀の国際環境と日本」08）が第35回アジア・太平洋賞大賞、第66回日経・経済図書文化賞、第45回サントリー学芸賞（政治・経済部門）を受賞。
- 2023年　中山俊宏著『理念の国がきしむとき――オバマ・トランプ・バイデンとアメリカ』が第35回アジア・太平洋賞選考委員会特別賞を受賞。
- 2023年　マッケルウェイン前掲『日本国憲法の普遍と特異』が第44回石橋湛山賞を受賞。
- 2023年　国枝よしみ・岡田昇編著『経営の視点から考える「新しい観光学」』が第17回日本観光研究学会学会賞を受賞。
- 2024年　赤松直樹著『消費者行動の新しい分析視点――逐次選択時の購買意思決定とマーケティング』が第74回日本商業学会学会賞（奨励賞）を受賞。
- 2024年　石井隆太著『デュアル・チャネル』が第74回日本商業学会学会賞（奨励賞）を受賞。
- 2024年　6月刊行の第52巻第1号より、国際安全保障学会の学会誌『国際安全保障』の公刊を継承する。
- 2025年　森永雄太著『ジョブ・クラフティングのマネジメント』が第41回組織学会賞（高宮賞）を受賞。
- 2025年　劉慶紅著『統合戦略論――「倫理人」モデルで論じるTotalValue Chain』が2024年度環境経営学会学術貢献賞、第5回（2025年度）日本経営倫理学会水谷雅一賞（書籍部門）を受賞。